# Internationale Vereinigung der Schall- und audiovisuellen Archive
Die Internationale Vereinigung der Schall- und audiovisuellen Archive – IASA (engl.: International Association of Sound and Audiovisual Archives) ist eine 1969 in Amsterdam gegründete internationale Organisation zur Förderung der Zusammenarbeit zwischen Archiven, die Ton- und audiovisuelle Dokumente aufbewahren. Die IASA hat weltweit rund 400 institutionelle und private Mitglieder in über 70 Ländern und ist bei der UNESCO als internationale Nichtregierungsorganisation vertreten.

## Ziele
Die IASA hat es sich als Ziel gesetzt, die weltweite Kooperation und den Informationsaustausch zwischen institutionellen und bedeutenden privaten Sammlungen von Ton- und audiovisuellen Dokumenten zu fördern. Der Schwerpunkt der Arbeit der IASA liegt in den Bereichen des Erwerbs und Austauschs, der Aufbewahrung, Nutzung und Erhaltung von Tondokumenten, sowie auf Fragen des Urheberrechts, der Erstellung von Diskographien und der Langzeitsicherung von Tonaufnahmen.
Zur Behandlung dieser Themen existiert in IASA eine Anzahl von Fachkommissionen, die bei der jährlichen IASA-Konferenz ihre Ergebnisse vorstellen.

## Vorstand, Gremien
Die Vereinigung wird geleitet von einem Vorstand, der von der Generalversammlung gewählt wird und aus dem Vorsitzenden, drei stellvertretenden Vorsitzenden (mit bestimmten Aufgaben), dem Generalsekretär, dem Schatzmeister und einem Altersvorsitzenden (Past President) besteht.
Dem aktuellen Board (Amtszeit 2017 bis 2020) gehören an:
- President: Toby Seay, The Westphal College of Media Arts & Design, Drexel University
- Past President: Ilse Assmann: Head: Media Information Management M-Net, MultiChoice, Südafrika
- Vice-president (Membership): Judith Gray, Coordinator of Reference Services, Library of Congress
- Vice-president (Conferences): Zane Grosa, Head of Audiovisual Reading Room, National Library of Latvia
- Vice-president (Conferences): Pio Pellizzari, Swiss National Sound Archives
- Secretary-General: Lynn Johnson, e.TV (PTY) Limited
- Treasurer: Tommy Sjöberg, Folkmusikens Hus
- Editor: Bertram Lyons, 646 Gately Terrace Madison
- Web Manager: Richard Ranft, Head of Sound & Vision The British Library

## Komitees und Sektionen
Verschiedene Komitees und Arbeitsgruppen entwickeln die konkreten Arbeitsprogramme der IASA, indem sie über ihre jeweiligen Spezialgebiete informieren und diskutieren.
- die Arbeitsgruppe Organising Knowledge Committee  (das frühere Katalogisierungs- und Dokumentations-Komitee) befasst sich mit Standards und Regeln sowie mit automatischen wie manuellen Informationssystemen zur Beschreibung und Erfassung audiovisueller Medien;
- das Discography Committee behandelt Standards und Richtlinien für Sammlungen publizierter Dokumente;
- das Technical Committee widmet sich allen technischen Aspekten der Aufnahme, Behandlung, Bewahrung und Wiedergabe von Aufnahmen, insbesondere dem für deren langfristige Bewahrung unerlässlichen Transfer von Beständen konventioneller Datenträger in digitale Repositorien;
- die National Archives Section beschäftigt sich mit Fragen nationaler Sammelpolitik, der Pflichtablieferung oder dem Management großer Sammlungen;
- die Broadcast Archives Section behandelt die besonderen Aufgaben der audiovisuellen Sammlungen von Rundfunkanstalten;
- die  Research Archives Section beschäftigt sich mit den spezifischen Fragen von Sammlungen, deren Bestände für Forschungszwecke angefertigt wurden;
- das Training & Education Committee widmet sich Fragen der Aus- und Weiterbildung audiovisueller Archive und unterstützt bzw. organisiert konkrete Schulungsmaßnahmen.

## Jahreskonferenzen
Seit seiner Gründung hat die IASA jedes Jahr eine Konferenz abgehalten, manchmal in Partnerschaft mit verwandten Organisationen. Im Jahr 2010 kamen IASA und die Association of Moving Image Archivists (AMIA) zum ersten Mal auf einer gemeinsamen Konferenz in Philadelphia zusammen. Mit über 750 Teilnehmern und mehr als 100 Präsentationen und Vorträgen war dies eine der größten Konferenzen im Bereich der audiovisuellen Archivierung überhaupt. Die Konferenz 2013 in der litauischen Hauptstadt Vilnius wurde in Zusammenarbeit mit dem Baltic Audiovisual Archival Council abgehalten.
| Jahr | Gastgeberland                          | Co-Organisator                                                                                           |
| ---- | -------------------------------------- | --- |
| 1969 | Amsterdam, Niederlande                 | |
| 1970 | Leipzig, DDR                           | with IAML                                                                                                |
| 1971 | St Gallen, Schweiz                     | with IAML                                                                                                |
| 1972 | Bologna, Italien                       | with IAML                                                                                                |
| 1973 | London, Großbritannien                 | with IAML                                                                                                |
| 1974 | Jerusalem, Israel                      | with IAML                                                                                                |
| 1975 | Montreal, Kanada                       | with IAML                                                                                                |
| 1976 | Bergen, Norwegen                       | with IAML                                                                                                |
| 1977 | Mainz, Deutschland                     | with IAML                                                                                                |
| 1978 | Lissabon, Portugal                     | with IAML                                                                                                |
| 1979 | Salzburg, Austria                      | with IAML                                                                                                |
| 1980 | Cambridge, Großbritannien              | with IAML                                                                                                |
| 1981 | Budapest, Ungarn                       | with IAML                                                                                                |
| 1982 | Brüssel, Belgien                       | with IAML                                                                                                |
| 1983 | Washington, USA                        | with IAML                                                                                                |
| 1984 | Como, Italien                          | with IAML                                                                                                |
| 1985 | Ost-Berlin, DDR                        | with IAML                                                                                                |
| 1986 | Stockholm, Schweden                    | with IAML                                                                                                |
| 1987 | Amsterdam, Niederlande                 | with IAML                                                                                                |
| 1988 | Wien, Österreich                       | First IASA solo conference                                                                               |
| 1989 | Oxford, Großbritannien                 | with IAML                                                                                                |
| 1990 | Ottawa, Kanada                         | with ARSC & Canadian Association of Music Libraries                                                      |
| 1991 | Sopron, Ungarn                         | |
| 1992 | Canberra, Australien                   | with ASRA                                                                                                |
| 1993 | Helsinki, Finnland                     | with IAML                                                                                                |
| 1994 | Berlin                                 | with FIAT                                                                                                |
| 1995 | Washington DC, USA                     | with FIAT & ARSC                                                                                         |
| 1996 | Perugia, Italien                       | with IAML                                                                                                |
| 1997 | Muscat, Oman                           | |
| 1998 | Paris, Frankreich                      | with AFAS                                                                                                |
| 1999 | Wien, Österreich                       | Arbeitsgemeinschaft audiovisueller Archive Österreichs                                                   |
| 2000 | Singapur                               | National Archives of Singapore, with Southeast Asia-Pacific Audio Visual Archives Association (SEAPAVAA) |
| 2001 | London, Großbritannien                 | The British Library                                                                                      |
| 2002 | Arhus, Dänemark                        | Statsbiblioteket - State and University Library, Denmark                                                 |
| 2003 | Pretoria, Südafrika                    | |
| 2004 | Oslo, Norwegen                         | with IAML                                                                                                |
| 2005 | Barcelona, Spanien                     | |
| 2006 | Mexiko-Stadt, Mexiko                   | |
| 2007 | Riga, Lettland                         | Latvian Television, Baltic Audiovisual Archival Council                                                  |
| 2008 | Sydney, Australien                     | Australian National Maritime Museum                                                                      |
| 2009 | Athen, Griechenland                    | Hellenic National Audiovisual Archive                                                                    |
| 2010 | Philadelphia, USA                      | with Association of Moving Image Archivists                                                              |
| 2011 | Frankfurt, Deutschland                 | German National Library Hessischer Rundfunk German Broadcasting Archive                                  |
| 2012 | Neu-Delhi, Indien                      | AIIS Archives and Research Center for Ethnomusicology                                                    |
| 2013 | Vilnius, Litauen                       | Vilnius University, Baltic Audiovisual Archival Council                                                  |
| 2014 | Kapstadt, Südafrika                    | National Library of South Africa’s Center for the Book                                                   |
| 2015 | Paris, Frankreich                      | Bibliothèque nationale de France                                                                         |
| 2016 | Washington DC, USA                     | Library of Congress                                                                                      |
| 2017 | Berlin                                 | Ethnological Museum                                                                                      |
| 2018 | Accra, Ghana                           | Institute of African Studies, University of Ghana                                                        |
| 2019 | Hilversum, Niederlande                 | Netherlands Institute for Sound and Vision                                                               |
| 2020 | Dublin, Trinity College Dublin, Irland | with International Federation of Television Archives, Raidió Teilifís Éireann                            |

## IASA-Ländergruppe Deutschland/Deutschschweiz
Die IASA-Ländergruppe Deutschland/Schweiz e.V. wurde am 25. April 1990 gegründet und firmiert seit 1998 als eingetragener Verein. Die Ländergruppe hat zurzeit 132 Mitglieder, davon 106 in Deutschland, 20 in der Schweiz und sechs im übrigen Ausland. Von diesen sind 39 Institutionen wie Rundfunkarchive, Bundes- und Ländereinrichtungen mit Tonträgersammlungen, Phonotheken, Hochschulinstitute, musik- und sprachwissenschaftliche Archive, Musikbibliotheken und Spezialsammlungen. Zudem sind auch 56 Privatpersonen Mitglied.
Vorsitzender ist seit 2016 Ulrich Duve, Geschäftsführer des Klaus-Kuhnke-Archiv für Populäre Musik in Bremen.